# SN 2011cb
SN 2011cb – supernowa typu IIb odkryta 29 kwietnia 2011 roku w galaktyce IC5249. W momencie odkrycia miała maksymalną jasność 14,90m.